# Jack Irons
Jack S. Irons (født 18. juli 1962 i Los Angeles, Californien, USA) er trommeslager og er bedst kendt som tidligere medlem af Red Hot Chili Peppers og Pearl Jam.
Irons har også arbejdet sammen med Redd Kross, Raging Slab, Joe Strummer, The Latino Rockabilly War samt The Les Claypool Frog Brigade.